# Miguel Sutil
Miguel Sutil de Oliveira foi um bandeirante paulista, sorocabano, do século XVIII, filho de Sebastião Sutil de Oliveira e Maria Fernandes. Descobriu, em 1722, as minas de ouro à beira do córrego da Prainha, próximo de onde hoje está a Igreja de Nossa Senhora do Rosário e São Benedito, estabelecendo ali uma pequena lavra a qual logo cresce devido o grande deslocamento populacional tanto da Forquilha quanto de outras regiões. Essas minas de ouro foram inicialmente conhecidas como "lavras do Sutil" e, posteriormente por minas do Senhor Bom Jesus do Cuiabá, descobertas por acaso pelos índios do arraial de Miguel Sutil.
As Minas de Cuiabá atraíram aventureiros de várias regiões, principalmente mineradores, tropeiros e monçoeiros, todos em busca do enriquecimento rápido. As Lavras do Sutil hoje são o Bairro Baú, no centro de Cuiabá. A partir das margens do rio Cuiabá, começou a explorar a região onde a cidade de Cuiabá começou.